# Passacaille (Satie)
Pour les articles homonymes, voir Passacaille (homonymie).
Passacaille est une œuvre pour piano d'Erik Satie composée en 1906.

## Présentation
La Passacaille pour piano est composée en juillet 1906, à une époque où Satie, à plus de quarante ans, prend des cours à la Schola Cantorum de Paris,,.
Pour Guy Sacre, qui relève que l'œuvre, malgré son titre, a peu à voir avec la forme d'une passacaille, c'est « un gentil devoir de vacances, après une année de Schola ». La pièce « a l'allure d'une marche, entraînante et décidée (en sol majeur, pas trop vif, et le trio en ré), avec de sages et franches cadences ; et cependant, le thème en est comme interrompu par des inclusions d'un autre style, dans des nuances plus douces et des enchaînements plus inattendus ».
Jean-Pierre Armengaud relève le « motif du Trio [qui] introduit une supplication très satienne ; subitement la forme devient mobile et vivante. Certes le contrepoint ressort bien, avec des effets de resserrement et de détente assez réunis, mais il sonne comme une harmonisation d'un thème « à la française », de façon quelque peu passéiste, comme l'aimait Vincent d'Indy et plus tard Francis Poulenc ».
Le manuscrit autographe est conservé à la BnF (Ms 10039).
La partition est publiée de façon posthume par Rouart-Lerolle, en 1929, sous l'égide de Darius Milhaud,.
Passacaille est d'une durée moyenne d'exécution de deux minutes quarante-cinq environ.

## Discographie sélective
- Tout Satie ! Erik Satie Complete Edition[6], CD 5, Aldo Ciccolini (piano), Erato 0825646047963, 2015 ;
- Satie: Complete Piano Music, Jeroen van Veen (piano), Brilliant Classics 95350, 2016.

### Ouvrages généraux
- Alfred Cortot, La musique française de piano, Paris, Presses universitaires de France, coll. « Quadrige », 1981, 762 p. (ISBN 2-13-037278-3).
- Adélaïde de Place, « Erik Satie », dans François-René Tranchefort (dir.), Guide de la musique de piano et de clavecin, Paris, Fayard, coll. « Les Indispensables de la musique », 1987, 867 p. (ISBN 978-2-213-01639-9), p. 628-634.
- Guy Sacre, La musique de piano : dictionnaire des compositeurs et des œuvres, vol. II (J-Z), Paris, Robert Laffont, coll. « Bouquins », 1998, 2998 p. (ISBN 2-221-08566-3).

### Monographies
- Jean-Pierre Armengaud, Erik Satie, Paris, Fayard, 2009, 782 p. (ISBN 978-2-213-602523).
- Vincent Lajoinie, Erik Satie, Lausanne, Éditions L'Âge d'Homme, 1985 (ISBN 978-2-8251-3228-9).
- (en) Robert Orledge, Satie the composer, New York, Cambridge University Press, coll. « Music in the 20th Century », 1990, 394 p. (ISBN 978-0-521-35037-2).
- Anne Rey, Satie, Paris, Éditions du Seuil, coll. « Solfèges », 1974, rééd. 1995, 192 p. (ISBN 978-2-02-023487-0 et 2-02-023487-4).